# Фаєтт (Міссісіпі)
Фаєтт (англ. Fayette) — місто (англ. city) в США, в окрузі Джефферсон штату Міссісіпі. Населення — 1445 осіб (2020).

## Географія
Фаєтт розташований за координатами 31°42′44″ пн. ш. 91°3′43″ зх. д. / 31.71222° пн. ш. 91.06194° зх. д. (31.712206, -91.062061).  За даними Бюро перепису населення США в 2010 році місто мало площу 3,04 км², уся площа — суходіл.

## Демографія
Згідно з переписом 2010 року, у місті мешкало 1614 осіб у 651 домогосподарстві у складі 417 родин. Густота населення становила 530 осіб/км².  Було 750 помешкань (246/км²).
Расовий склад населення:
| - 97,9 % — чорних або афроамериканців - 1,6 % — білих - 0,2 % — корінних американців |

До двох чи більше рас належало 0,3 %. Частка іспаномовних становила 0,2 % від усіх жителів.
За віковим діапазоном населення розподілялося таким чином: 27,8 % — особи молодші 18 років, 61,9 % — особи у віці 18—64 років, 10,3 % — особи у віці 65 років та старші. Медіана віку мешканця становила 32,4 року. На 100 осіб жіночої статі у місті припадало 73,9 чоловіків;  на 100 жінок у віці від 18 років та старших — 67,9 чоловіків також старших 18 років.
Середній дохід на одне домашнє господарство  становив 30 876 доларів США (медіана — 20 294), а середній дохід на одну сім'ю — 35 997 доларів (медіана — 23 906). За межею бідності перебувало 49,6 % осіб, у тому числі 64,8 % дітей у віці до 18 років та 27,2 % осіб у віці 65 років та старших.
Цивільне працевлаштоване населення становило 338 осіб. Основні галузі зайнятості: освіта, охорона здоров'я та соціальна допомога — 47,3 %, транспорт — 10,4 %, публічна адміністрація — 10,1 %.